# Monastère de Sonada

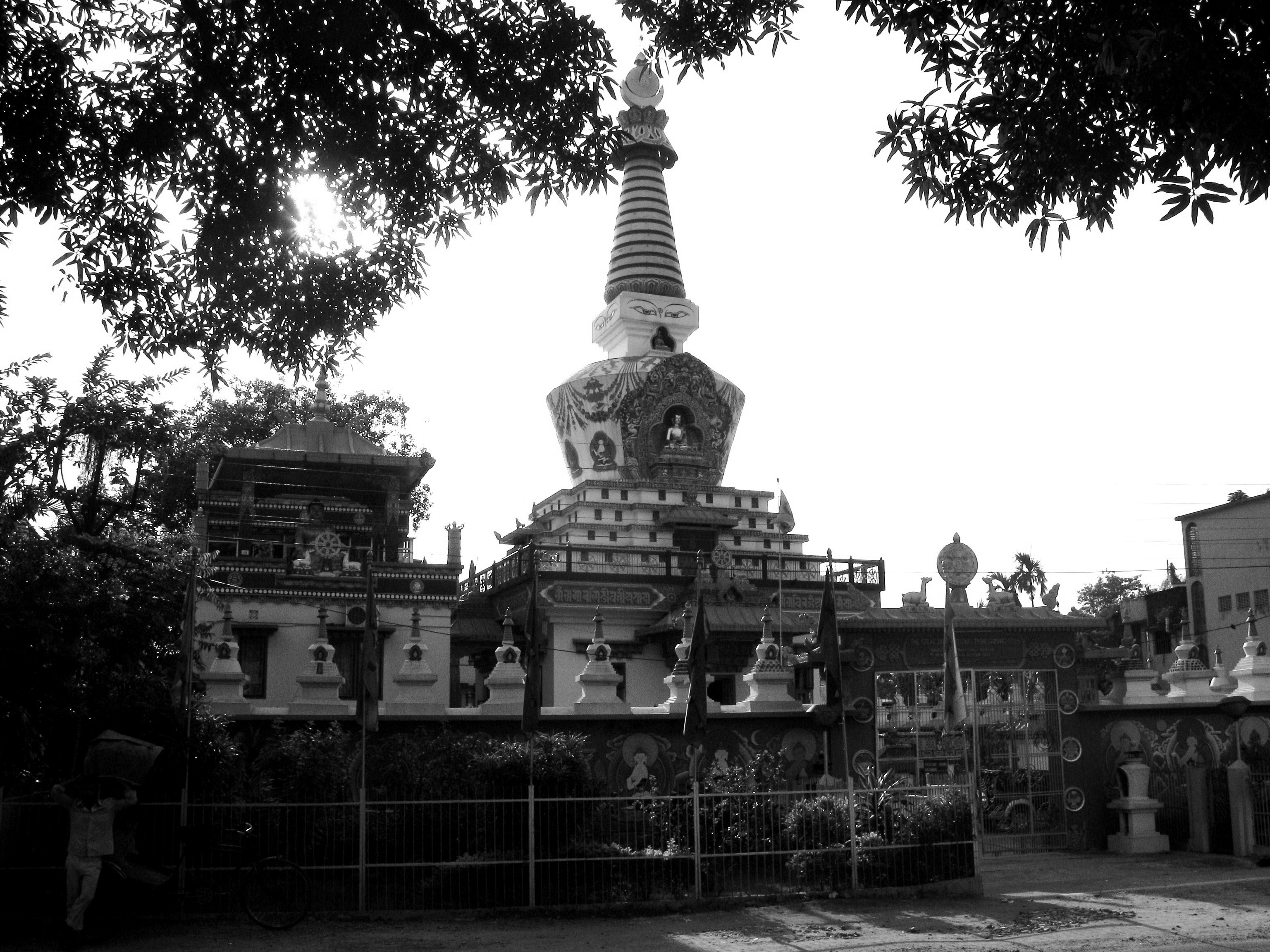
The great international tashi gomang stupa - salugara

Le Monastère de Sonada ou Samdrup Thargyay Ling, est le siège de la lignée Shangpa Kagyu en Inde.
En 1965, Kalou Rinpoché décida de s'installer au nord-est de l'Inde, aux environs de Darjeeling.
A Sonada, se trouvait un terrain avec un petit monastère appartenant à Yondzing Trijang Rinpoché, l'un des deux tuteurs du 14e Dalaï Lama. Appelé auprès de ce dernier, Trijang Rinpoché dut quitter Sonada en 1966, et remit son monastère sous la responsabilité de Kalou Rinpoché  qui l'agrandit et le dota de centres de retraites de trois ans. Il y accueillit non seulement des moines tibétains comme Bokar Rinpoché qui y fit une retraite longue et devint son héritier spirituel, mais aussi nombre de moines et de nonnes occidentaux de toutes obédiences qui accoururent dès les années 70.
Sonada est le siège de la lignée Shangpa Kagyupa. La jeune incarnation (Yangsi) de Kalou Rinpoché, née en 1990, a été intronisée à Sonada le 25 février 1993, en présence de Taï Sitou Rinpoché, de Gyaltsab Rinpoché, de Bérou Khyentsé Rinpoché et de Bokar Rinpoché avec qui l'enfant poursuivit son instruction après la mort de son père en 1999.